# キミを侵略せよ!
『キミを侵略せよ!』（キミをしんりゃくせよ）は、稲岡和佐による日本の漫画。『ジャンプGIGA』（集英社）において2018 WINTER vol.1からvol.3まで連載された後、『週刊少年ジャンプ』（集英社）において2018年25号から同年41号まで連載された。稲岡のデビュー作で、単行本第1巻には『ジャンプGIGA』で連載された話も収録されている。

## あらすじ
地球育ちの宇宙人、宙島一は、宇宙人だとバレないように学園生活を送っていた。ある日、一が人の姿に変態するところを同級生の相場りあに見つかってしまう。興味津々の相場さんにあの手この手で正体を探られる日々が始まる。

## 登場人物
宙島 一（そらじま はじめ）
本作の主人公。地球からはるか遠いケーズ星の宇宙人だが、地球育ちで人間に変態して学校に通っている。頭のツノや水が苦手など、弱点が多い。
一の本当の姿
ケーズ星人である一の本来の姿。水がかかったり、頭のツノを触られると変態が解けてしまう。
相場 りあ（あいば りあ）
子どものころから宇宙人が大好きで、一のことを宇宙人だと信じて疑わない少女。勘は鋭いが、頭が悪い。
樹井 華星（じゅい かせい）
一の幼なじみで、学校の生徒会長。冷静沈着で鉄の女王と呼ばれている。
相場 アスマ（あいば アスマ）
一が宇宙人ではないことを証明するためにやってきた相場りあの弟。
山口（やまぐち）
一のクラスメイト。

## 反響
第1話が『週刊少年ジャンプ』に掲載された時点では、本作は「ゆるい漫画」と好評であった。『ジャンプGIGA』に掲載された短編漫画を元にした作品であるため、『週刊少年ジャンプ』で連載されることについて喜びの声や、ファンから応援の声が上がっていた。

## 書誌情報
- 稲岡和佐『キミを侵略せよ!』集英社〈ジャンプ・コミックス〉、全3巻
  1. 2018年9月4日発売[2][4]、ISBN 978-4-08-881584-8
  2. 2018年11月2日発売[5]、ISBN 978-4-08-881658-6
  3. 2018年12月4日発売[6]、ISBN 978-4-08-881669-2